# بات لويس
بات لويس (بالإنجليزية: Pat Lewis)‏ هي مغنية أمريكية، ولدت في 23 أكتوبر 1947.

## وصلات خارجية
- بات لويس على موقع IMDb (الإنجليزية)
- بات لويس على موقع ميوزك برينز (الإنجليزية)